# 施泰因茨
施泰因茨是奥地利施蒂利亚州德意志兰茨贝格县的一个市镇。总面积92.84平方公里，总人口8590人，人口密度93人/平方公里（2016年）。